# CA 프로그레소

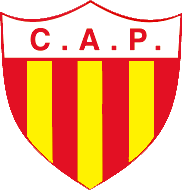

CA 프로그레소(Club Atlético Progreso)는 우루과이 몬테비데오를 연고로 하는 축구 클럽이다. 이 팀은 1917년 4월 30일에 창단되었다. 현재는 우루과이 프리메라 디비시온에 참가하고 있다.

## 선수 명단

### 현역
참고: FIFA 자격 규정에 따라 소속된 국가대표팀 국기를 표시합니다. 선수는 복수의 FIFA 비회원국 국적을 가지고 있을 수 있습니다.
| 번호 | 포지션 | 국적       | 이름        |
| ---- | ------ | ---------- | ----------- |
| -    | FW     | 베네수엘라 | 키너 페레즈 |

| 번호 | 포지션 | 국적 | 이름 |
| ---- | ------ | ---- | ---- |